# Michel Bouillon
Michel Bouillon (... – XVII secolo) è stato un pittore francese.

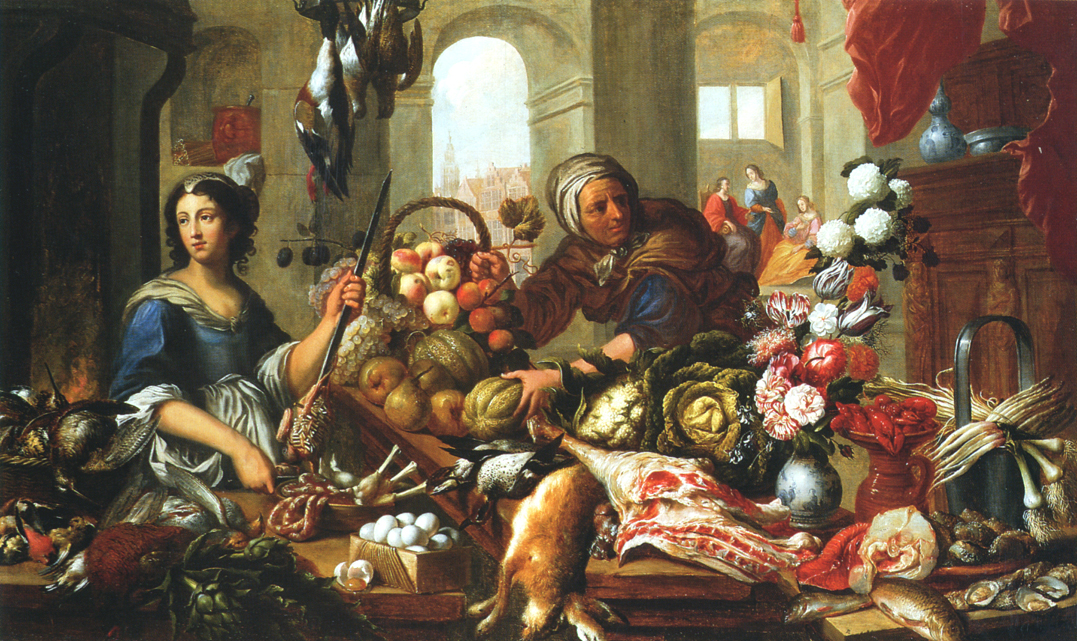
Un'opera di Bouillon

Si ritiene che sia nato a Ere (ora parte di Tournai), e fu attivo tra il 1638 ed il 1660. Della sua vita conosciamo molto poco al di fuori delle sue opere. Ha lavorato a Tournai nel 1638 entrando a far parte della Gilda di San Luca di quella città.